# محمد بن موسى بن طولون
محمد بن موسى بن طولون كان عضوًا في الدولة الطولونية، ووالي طرسوس لفترة وجيزة.
عيَّنه ابن عمه، الحاكم الطولوني خمارويه بن أحمد بن طولون، ليحل محل أحمد بن توغان العجيفي واليًا على طرسوس، في أوائل صيف عام 892. وفي 18 آب 892، خلعَتْه انتفاضة جماهيرية في طرسوس، كان الغضب بسبب محاولة من الأسرة الطولونية لسجن الوجيه الثري محليًّا راغب ومصادرة ممتلكاته. ما أجبر خمارويه على التراجع، غادر محمد المدينة، وعاد أحمد العجيفي واليًا لها.